# Dendrophon

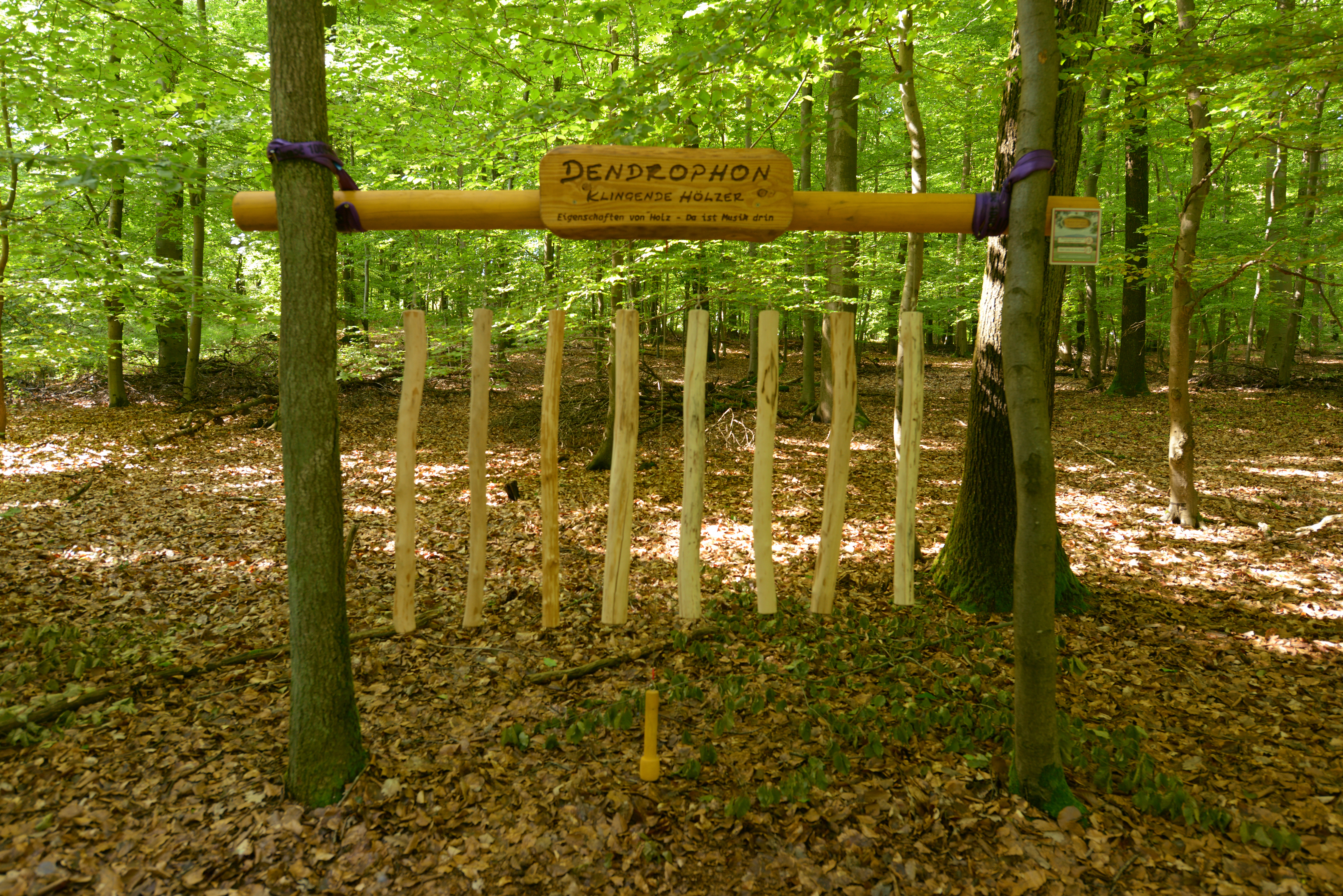
Dendrophon im Wald

Das Dendrophon (aus altgriechisch δένδρον déndron, deutsch ‚Baum‘ und φωνή phōnḗ, deutsch ‚Stimme‘, ‚Klang‘) ist ein für Kinder geeignetes Schlagstabspiel, bei dem freihängende Äste, Bretter, gezimmerte Holzhohlkörper mit Schallloch oder Holzröhren (Röhrendendrophon) im Freien – etwa auf Waldlehrpfaden oder Kindergärten – an einem (überdachten) Querholz hängend befestigt sind. Verschiedene Baumarten mit Holzstäben gleicher Länge können benutzt werden, um zu zeigen, dass verschiedene Holzarten aufgrund anderer Dichte und Feuchtigkeit verschiedene Töne abgeben. Ebenso kann eine Baumart mit Klangkörpern unterschiedlicher Länge und Dicke benutzt werden oder eine Kombination aus diversen Holzarten und Klangkörperlängen. Holzart, Länge und Durchmesser des Klangholzes bzw. die Abmessungen bei gezimmerten Hohlholzkörpern bestimmen den Klang.
Als Anschlagwerkzeug eignen sich Holzschlägel, Holzhammer, Hartgummihammer und besonders bei Hohlkörpern auch Filzschlägel. Unter optimalen Bedingungen (gleich bleibende Temperatur und Luftfeuchtigkeit) lässt sich ein Dendrophon stimmen. Man kann darauf mit einem oder zwei Schlägeln wie bei Xylophonen, deren Klangplatten waagrecht in einer Reihe liegen, Melodien spielen.